# داينين

لدى الداينين السيتوبلازمي سلسلتين ثقيلتين لكل سلسلة رأس كروي يتحرك على طول الأنيبيب الدقيق الذي يرتبطان به بواسطة "السويقات". يمكن أن يساعد الدايناكتين (غير ظاهر) في ربط السلسلتين الخفيفتين بالشحنة. التآثرات بين السويقات والأنيبيب الدقيق يجب أن تنشأ وتتفكك مرارا وتكرارا.

الداينين (بالإنجليزية: Dynein )‏ هي عائلة من بروتينات الهيكل الخلوي المحركة التي تتحرك على طول الأنيبيبات الدقيقة في الخلايا، وتقوم بتحويل الطاقة الكيميائية المخزنة في جزيئات الـATP إلى جهد ميكانيكي. ينقل الداينين مختلف الشحنات الخلوية، ويوفر قوى وإزفاءات مهمة في التفتل وهي مسؤولة عن حركة الأهداب والأسواط الخاصة بحقيقيات النوى. جميع هذه الوظائف تعتمد على قابلية الداينين في التحرك نحو النهاية-ناقص للأنيبيبات الدقيقة، المعروف بالنقل الرجوعي، وعليه تسمى «المحركات الموجة للنهاية-ناقص». في المقابل تتحرك بروتينات الكينيسن المحركة نحو النهاية زائد للأنيبيبات الدقيقة.

## وظيفة
يسبب الداينين الخيطي انزلاق الأنيبيبات الدقيقة في الخيوط المحورية للأهداب والأسواط ويتواجد فقط في الخلايا التي تحتوي على هذه البنى.
يقوم الداينين السيتوبلازمي الموجود في جميع الخلايا الحيوانية وربما الخلايا النباتية كذلك بوظائف ضرورية لحياة الخلية مثل نقل العضيات وتجميع الجسيم المركزي. يتحرك الداينين باضطراد على طول الأنيبيب الدقيق، ويعني ذلك أن إحدى سويقتيه تكون مرتبطة دائما بالأنيبيب لكي يتمكن الداينين من التحرك مسافة معتبرة دون أن ينفصل عنه.
يساعد الداينين السيتوبلازمي في تموضع جهاز غولجي والعضيات الأخرى بالخلية، كما يساعد في نقل الشحنات المطلوبة لعمل الخلية مثل الحويصلات المخلَّقة بواسطة الشبكة الإندوبلازمية، الدخلولات واليحلولات. للداينين دور في حركة الكروموسومات وتموضع الجهاز المغزلي من أجل انقسام الخلية. يحمل الداينين أجزاء عضيات وحويصلات وربما أنيبيبات دقيقة على طول محوارات العصبونات نحو جسم الخلية في عملية تسمى النقل المحواري التراجعي.